# Salim Aribi
Salim Aribi est un footballeur international algérien né le 16 décembre 1974 à Batna. Il jouait au poste de défenseur.
Il compte 16 sélections en équipe nationale entre 2002 et 2004.

## Biographie
Salim Aribi reçoit sa première sélection en équipe nationale A d'Algérie le 14 mai 2002 face à la Belgique. Il est régulièrement sélectionné depuis, et participe ainsi à la Coupe d'Afrique des nations de football 2004. 
Formé au CA Batna, il rejoint l'USM Alger en juin 2002. En juin 2007, il retourne au CA Batna.

## Palmarès
- Champion d'Algérie en 2003 et 2005 avec l'USM Alger.
- Vice-champion d'Algérie en 2004 et 2006 avec l'USM Alger.
- Vainqueur de la coupe d'Algérie en 2003 et 2004 avec l'USM Alger.
- Finaliste de la coupe d'Algérie en 2006 et 2007 avec l'USM Alger.
- Finaliste de la coupe d'Algérie en 1997 et 2010 avec le CA Batna.
- Finaliste de la coupe de la Ligue d'Algérie en 1998 avec le CA Batna.
- Accession en Ligue 1 en 2009 avec le CA Batna.

### Avec l'équipe d'Algérie
Le tableau suivant indique les rencontres de l'équipe d'Algérie dans lesquelles Salim Aribi a été sélectionné depuis le 14 mai 2002 jusqu'à 5 juin 2004.

## Statistiques
| Saison    | Club      | Championnat | Championnat | Championnat | Coupe nationale | Coupe nationale | Coupes continentales | Coupes continentales | Coupes continentales |
| Saison    | Club      | Division    | Matchs      | Buts        | Matchs          | Buts            | Type                 | Matchs               | Buts                 |
| --------- | --------- | ----------- | ----------- | ----------- | --------------- | --------------- | -------------------- | -------------------- | -------------------- |
| 2002-2003 | USM Alger | Division 1  | 24          | 3           | 4               | 0               | C2+C1                | 4+11                 | 1+1                  |
| 2003-2004 | USM Alger | Division 1  | 25          | 1           | 4               | 1               | C1                   | 6                    | 0                    |
| 2004-2005 | USM Alger | Division 1  | 9           | 0           | 1               | 0               | -                    | -                    | -                    |
| 2005-2006 | USM Alger | Division 1  | 12          | 0           | 5               | 0               | C1                   | 4                    | 0                    |
| 2006-2007 | USM Alger | Division 1  | 18          | 0           | 5               | 0               | -                    | -                    | -                    |